# 儿玉誉士夫私宅袭击事件
儿玉誉士夫私宅袭击事件是1976年（昭和51年）3月23日日本右翼官员儿玉誉士夫私宅遭受小型飞机自杀式攻击的恐怖袭击事件。
用于自杀式攻击的机型是美国派珀飞机公司的PA-28型飞机。

## 事件经过

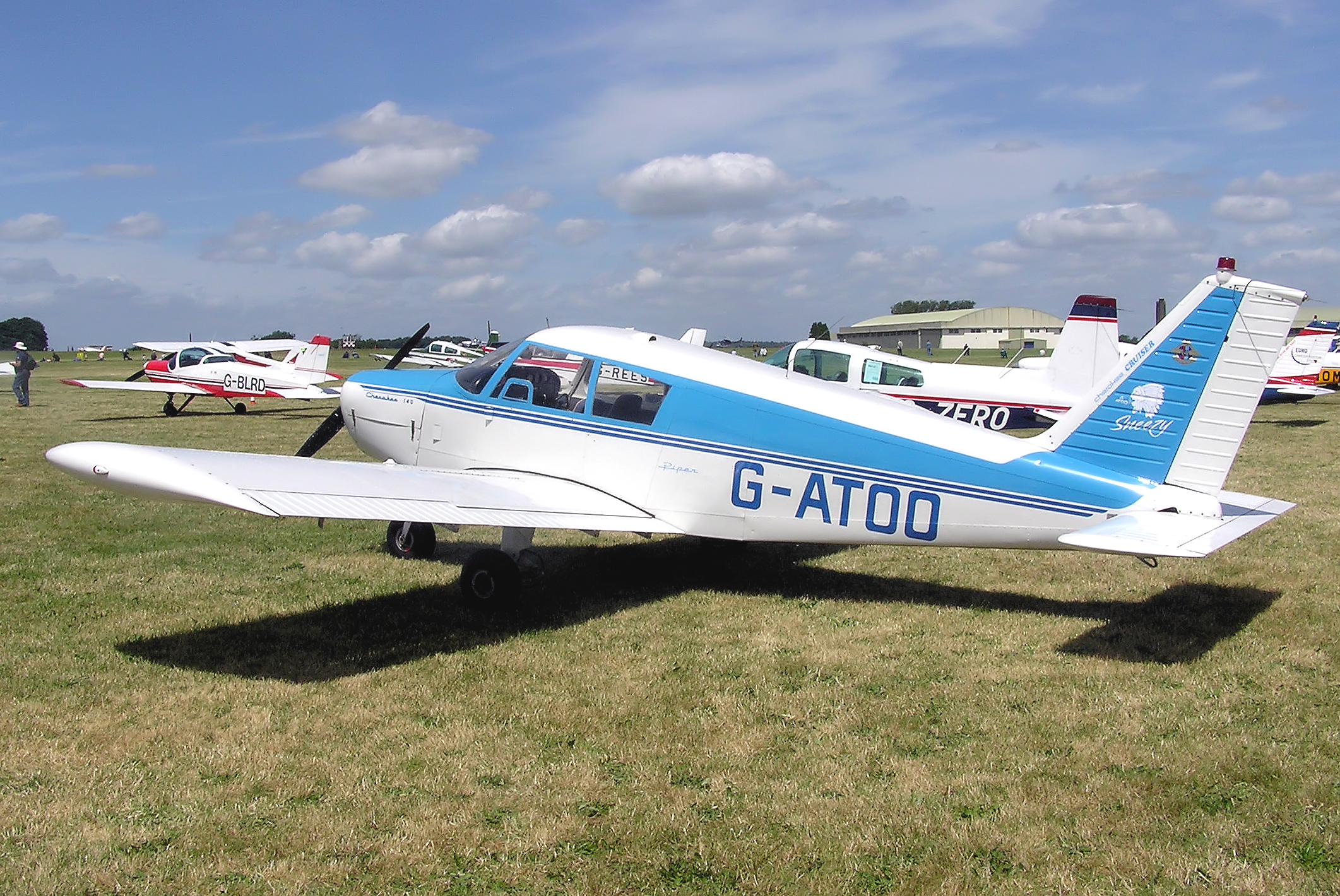
案犯使用的同型号飞机PA-28-140

在日本著名的官员丑闻事件——洛克希德事件中，日本右翼派别的重要人物儿玉誉士夫（当时65岁）作为美国飞机制造商洛克希德公司（后为洛克希德·马丁公司）的秘密代理人暗中策划，企图得到全日本空输的客机大订单。事件曝光后，日本众议院曾传唤儿玉到国会接受质询，但遭到本人称病推托。之后，儿玉因逃税等罪名在3月13日被检察机关起诉。
3月23日上午9点50分左右，一架轻型飞机突然撞向位于东京都世田谷区等等力的儿玉私宅，并起火爆炸。儿玉家住宅的二层部分被烧毁，女佣受伤，但当时正在另外房间休息的儿玉本人却逃过了袭击。
据调查，涉案飞机从东京都调布机场起飞，起初跟随着另一架赛斯纳172M型小飞机（机体编号：JA3732）在新宿上空进行航拍，在返回机场途中突然改变航路，向儿玉的住宅发动了攻击。在飞机残骸中发现了飞行员的遗体，因此被认定为并非空难事故而是带有攻击目的的自杀式袭击。这一事件也被美国媒体称为“最后的神风特攻”而大肆报道。
据当时的目击者日吉修二回忆，“我到现场的时候，还看到飞机掉在楼前的院子里，飞机里的人不知道是驾驶员还是什么人，类似神风特攻队的打扮，趴在驾驶舱内，似乎已经死了。」

## 事件的背景

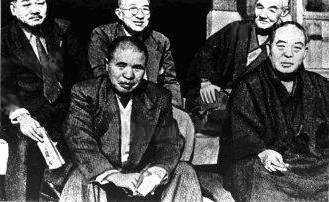
与多名政治家密谈的儿玉（1953年）
_{前列左一为儿玉，后列左起为广川弘禅・鸠山一郎・三木武吉。}

驾驶飞机攻击儿玉家的案犯是一名演过几部电影的年轻男演员前野光保（艺名为前野霜一郎），时年29岁。前野并不是与儿玉政见相反的左翼人士，而恰恰是一名右翼分子。他一直以来对右翼大佬的儿玉和作家三岛由纪夫非常崇拜。
然而，在洛克希德事件中陷入政治丑闻的儿玉让前野大失所望。冲动的前野认为儿玉利欲熏心，应当“天诛地灭”。据说他在策划这次袭击前，也将行动计划告诉了朋友。另据警视厅判断，本次袭击仅是前野一人参与，并没有共犯。
事发当天的8点50分，前野从调布机场起飞，当时他宣称“为了拍电影”，穿上了神风特攻队的特攻服，也在额头缚上写有“七生报国”的日之丸一字巾。在撞上儿玉家之前的最后时刻，他在无线通信中大喊“天皇陛下萬歲！”。